# Autobusna linija br. 132 u Zagrebu
Linija 132 (Savski most – Goli Breg – Brezovica) prigradska je autobusna linija u Zagrebu.
Prometuje svaki dan na trasi: Savski most – Jadranski most – Remetinečka cesta – Karlovačka cesta – Puškarićeva ulica – Ventilatorska cesta – Hojnikova ulica – Zastavnice – Ulica Mirka Bedeka – Bedeki – Klanjec – Demerska ulica – Gornjodemerska ulica – Golobreška ulica – Brezovica (Desprimska ulica → Brezovička cesta → Golobreška ulica). Neki polasci radnim danom prometuju kraćom trasom preko Jadranske avenije.
Povezuje naselja Demerje, Goli Breg, Desprim, Brezovica i Hrvatski Leskovac s Lučkom te nadalje Savskim mostom gdje se ostvaruje presjedanje na tramvaj.

## Vanjske poveznice
- Vozni red linije 132

1. ↑  Datoteke u GTFS formatu. zet.hr. Pristupljeno 5. lipnja 2025. - Sadrži informacije tijela javne vlasti u skladu s Otvorenom dozvolom